# Artabotrys oliganthus
Artabotrys oliganthus Engl. & Diels – gatunek rośliny z rodziny flaszowcowatych (Annonaceae Juss.). Występuje naturalnie w Gwinei, Liberii, Wybrzeżu Kości Słoniowej, Ghanie oraz Gabonie. 

## Morfologia
PokrójZimozielony krzew o pnących pędach.
LiścieMają lancetowaty kształt. Mierzą 15 cm długości oraz 5 cm szerokości. Nasada liścia jest klinowa. Wierzchołek jest spiczasty.
KwiatySą pojedyncze lub zebrane po 2–3 w kwiatostany. Rozwijają się w kątach pędów. Płatki mają lancetowaty kształt i osiągają do 20 mm długości.